# Hydriomena obliterata
Hydriomena obliterata är en fjärilsart som beskrevs av Louis Beethoven Prout 1897. Hydriomena obliterata ingår i släktet Hydriomena och familjen mätare. Inga underarter finns listade i Catalogue of Life.